# 可信資訊安全評估交換
可信資訊安全評估交換（英語：Trusted Information Security Assessment Exchange，簡稱TISAX），是汽車產業定義的信息安全標準。自從2017年起，許多德國汽車產業的成員會要求供應商通過TISAX的認證。
德國汽車工業協會（VDA）的成員已由國際標準ISO/IEC 27001中選取了符合車輛產業的需求，製作對應的文件
。
核可的認證服務公司會依VDA ISA，針對服務供應商或元件供應商進行認證。ENX協會是此一系統的監理組織。會審核認證服務公司的認證結果，並且監控各公司實施以及評估的結果。確保最終產品有期望的品質以及設計目標，參與者的權利及義務都可以受到保護。
TISAX的驗證分為以下三個類型：
- 資訊安全控制措施
- 原型保護
- 隱私保護

TISAX有三種不同的審核級別，分別是AL1，AL2和AL3审核级别。其中以AL3的保護級別最高，AL1審核級別可以自行進行，但不能取得TISAX認證標籤。通過TISAX後，一般只要每三年重新評估一次即可。

## 測試
依照TISAX的測試（特別是針對服務提供者或是供應商的測試）會由TISAX測試服務提供者來進行。ENX協會是此一系統的治理組織，核可測試服務提供者，並且監控執行的品質以及評估的結果。其目的是確認其結果有符合期望的品質以及客觀性，而且參與者的權利及義務都可以確保。這可以讓公司決定此供應商（服務提供者或是供應商）結果的成熟度是否符合買家的要求。
測試要求已經有數次的改版。2020年10月發佈了5.0版，在手冊中有簡述背景、應用地區、執行流程以及測試需求。

## 外部連結
- ENX TISAX （页面存档备份，存于）
- VDA-ISA （页面存档备份，存于）